# لونوو-شتولتسنهاگن
لونوو-شتولتسنهاگن (به آلمانی: Lunow-Stolzenhagen) یک شهر در آلمان است که در بارنیم واقع شده‌است. لونوو-شتولتسنهاگن ۱٬۲۰۹ نفر جمعیت دارد.